# José Martí Gómez
José Martí Gómez (Morella, Castellón, 1937 - Barcelona, 22 de febrero de 2022) fue un periodista español.

## Trayectoria
Se diplomó en Magisterio por la Universidad de Valencia.
Se inició en el periodismo como corrector en el Diari de Barcelona, hacia 1963. Tras dos años de aprendizaje, aceptó un contrato en el El Periódico Mediterráneo de Castellón, un diario del llamado Movimiento Nacional. En 1970, a través de Josep Maria Huertas, lo contrata El Correo Catalán.
Colaboró, junto a Juan Marsé y Josep Ramoneda en el semanario Por Favor con sátiras y comentarios políticos. Con la llegada de la democracia a España, trabajó para el diario El País. También pasó por las redacciones de: Mundo Diario, El Periódico, La Vanguardia y participó en las tertulias de la Cadena SER, donde realizó entrevistas y reportajes muy variados.

## Obras
- Asesinatos por amor. Crónica negra de la España erótica (Barcelona: Planeta, 1978)
- Joan Reventós: aproximación a un hombre y a su época (Barcelona: Planeta, 1980)
- Amor y sangre en la oficina: historias de delincuentes y pícaros con rostro humano (Barcelona: La Campana, 1988)
- Lady Di: la verdadera historia 1961-1997 (Barcelona: Ediciones B, 1992)
- La España del estraperlo, 1936-1952 (Barcelona: Planeta, 1995)
- El corazón inglés: una particular visión de Inglaterra y los ingleses (Barcelona: Mondadori, 2002)
- Historias de asesinos: el crimen en España desde 1970 hasta nuestros días (Barcelona: RBA, 2004)
- Animales de compañía: historias reales de atracadores fracasados, estafadores modélicos, amantes deprimidos y correspondencia de prisión (Barcelona: RBA, 2005)
- Ellas (Huesca: eCícero, 2012)
- El oficio más hermoso del mundo: una desordenada crónica personal (Madrid: Clave Intelectual, 2016)[4]
- Los Lara: aproximación a una familia y a su tiempo (Barcelona: Galaxia Gutenberg, 2019)

## Reconocimientos
Ha sido galardonado con diversos premios, entre ellos el Premio Nacional de Periodismo de Cataluña en 2008.